# Johnbaumit
Johnbaumit (IMA-Kurzsymbol Jbm) ist ein selten vorkommendes Mineral aus der Mineralklasse der „Phosphate, Arsenate und Vanadate“ mit der chemischen Zusammensetzung Ca5[OH|(AsO4)3] und damit chemisch gesehen ein Calciumarsenat mit zusätzlichen Hydroxidionen. Johnbaumit ist zudem das Arsenat-Analogon zu Hydroxylapatit.
Johnbaumit kristallisiert im hexagonalen Kristallsystem und entwickelt prismatische Kristalle bis etwa acht Millimeter Größe, die nach der c-Achse gestreift sind. Er kommt auch in Form körniger bis massiger Mineral-Aggregate vor. In reiner Form ist Johnbaumit farblos und durchsichtig. Durch vielfache Lichtbrechung aufgrund von Gitterfehlern oder polykristalliner Ausbildung kann er auch durchscheinend weiß sein und durch Fremdbeimengungen eine grauweiße Farbe annehmen.

## Etymologie und Geschichte
Bereits 1944 wurden Mineralproben in der Franklin Mine nahe dem gleichnamigen Ort im Sussex County des US-Bundesstaates New Jersey entdeckt, die man aufgrund ihrer ungewöhnlichen Mineralogie und des ebenfalls enthaltenen gediegen Kupfers aufbewahrte. Eine 1978 durchgeführte Untersuchung dieser Proben führte zum einen zur Beschreibung einer zweiten Paragenese für Yeatmanit und zum anderen zur Entdeckung von Johnbaumit, der den Yeatmanit als derbes, grauweißes Mineral-Aggregat umschließt.
Die Analyse und Erstbeschreibung von Johnbaumit erfolgte durch Pete J. Dunn, Donald R. Peacor und Nancy G. Newberry, die das Mineral nach dem Geologen und ehemaligen Kurator des Franklin Mineral Museum John Leach Baum (1916–2011) aus Hamburg (New Jersey) benannten. Dieser hatte auch das Typmaterial entdeckt, konserviert und die Erstbeschreiber auf den Fund aufmerksam gemacht. Nach Anerkennung von Johnbaumit als eigenständige Mineralart durch die International Mineralogical Association (IMA) wurde die Erstbeschreibung von Dunn, Peacor und Newberry 1980 im Fachmagazin American Mineralogist publiziert.
Proben vom Typmaterial des Minerals werden im Royal Ontario Museum (ROM) in Toronto (Kanada) unter der Sammlungs-Nr. M36622, im Natural History Museum in London (England) unter der Sammlungs-Nr. BM 1910,618, im National Museum of Natural History (NMNH) in Washington, D.C. (USA) unter der Sammlungs-Nr. 144444 und im Muséum national d’histoire naturelle (MHN-Paris) unter der Sammlungs-Nr. 112.403 sowie in der Mineralogischen Sammlung der Harvard University in Cambridge (Massachusetts) unter der Sammlungs-Nr. 116461 aufbewahrt.

## Klassifikation
In der veralteten 8. Auflage der Mineralsystematik nach Strunz gehörte der Johnbaumit zur Mineralklasse der „Phosphate, Arsenate und Vanadate“ und dort zur Abteilung „Wasserfreie Phosphate, Arsenate und Vanadate mit fremden Anionen“, wo er zusammen mit Hedyphan, Hydroxylpyromorphit, Mimetesit, Oxy-Pyromorphit (Hypothetisch), Pyromorphit, Vanadinit sowie den inzwischen diskreditierten Mineralen Endlichit, Fermorit, Kampylit und Polysphärit die „Pyromorphit-Reihe“ mit der System-Nr. VII/B.16d innerhalb der „Apatit-Pyromorphit-Gruppe“ (VII/B.16) bildete.
Im zuletzt 2018 überarbeiteten und aktualisierten Lapis-Mineralienverzeichnis nach Stefan Weiß, das sich aus Rücksicht auf private Sammler und institutionelle Sammlungen noch nach dieser alten Form der Systematik von Karl Hugo Strunz richtet, erhielt das Mineral die System- und Mineral-Nr. VII/B.39-@. In der „Lapis-Systematik“ entspricht dies ebenfalls der Abteilung „Wasserfreie Phosphate, mit fremden Anionen F,Cl,O,OH“, wo Johnbaumit zusammen mit Alforsit, Belovit-(Ce), Belovit-(La), Carbonat-Fluorapatit, Carbonat-Hydroxylapatit, Carlgieseckeit-(Nd), Chlorapatit, Deloneit, Fluorapatit, Fluorcaphit, Fluorphosphohedyphan, Fluorstrophit, Hedyphan, Hydroxylapatit, Hydroxylpyromorphit, Kuannersuit-(Ce), Mimetesit, Miyahisait, Morelandit, Pieczkait, Stronadelphit, Svabit, Turneaureit, Phosphohedyphan, Pyromorphit, Vanackerit und Vanadinit die „Apatit-Gruppe“ bildet.
Auch die von der IMA zuletzt 2009 aktualisierte 9. Auflage der Strunz’schen Mineralsystematik ordnet den Johnbaumit in die Abteilung der „Phosphate usw. mit zusätzlichen Anionen; ohne H2O“ ein. Diese ist allerdings weiter unterteilt nach der relativen Größe der beteiligten Kationen und dem Stoffmengenverhältnis der zusätzlichen Anionen zum Phosphat-, Arsenat- bzw. Vanadatkomplex (RO4), so dass das Mineral entsprechend seiner Zusammensetzung in der Unterabteilung „Mit ausschließlich großen Kationen; (OH usw.) : RO4 = 0,33 : 1“ zu finden ist, wo es zusammen mit Alforsit, Belovit-(Ce), Belovit-(La), Carbonat-Fluorapatit, Carbonat-Hydroxylapatit, Chlorapatit, Fluorphosphohedyphan, Fluorstrophit, Hydroxylapatit, Hydroxylapatit-M, Deloneit-(Ce), Fermorit, Fluorapatit, Fluorcaphit, Hedyphan, Hydroxylpyromorphit, Kuannersuit-(Ce), Mimetesit, Morelandit, Phosphohedyphan, Pyromorphit, Stronadelphit, Svabit, Turneaureit und Vanadinit die „Apatit-Gruppe“ mit der System-Nr. 8.BN.05 bildet.
Die vorwiegend im englischen Sprachraum gebräuchliche Systematik der Minerale nach Dana ordnet den Johnbaumit ebenfalls in die Klasse der „Phosphate, Arsenate und Vanadate“ und dort in die Abteilung der „Wasserfreie Phosphate etc., mit Hydroxyl oder Halogen“ ein. Hier ist er zusammen mit Fermorit, Svabit und Turneaureit in der unbenannten Gruppe 41.08.03 innerhalb der Unterabteilung „Wasserfreie Phosphate etc., mit Hydroxyl oder Halogen mit (A)5(XO4)3Zq“ zu finden.

## Chemismus
In der idealen Zusammensetzung von Johnbaumit (Ca5(AsO4)3(OH)) besteht das Mineral im Verhältnis aus je fünf Calcium- (Ca) und drei Arsenationen ([AsO4]3−) sowie einem Hydroxidion (OH). Dies entspricht einem Massenanteil (Gewichtsprozent) von insgesamt 31,60 Gew.-% Ca, 35,44 Gew.-% Arsen (As), 32,80 Gew.-% Sauerstoff (O) und 0,16 Gew.-% Wasserstoff (H) oder in der Oxidform 44,21 Gew.-% CaO, 54,37 Gew.-% As2O5 und 1,42 Gew.-% H2O.
Die Analyse des Typmaterials aus Franklin, New Jersey ergab dagegen eine leicht abweichende Zusammensetzung von 43,5 Gew.-% CaO, 52,2 Gew.-% As2O5 und 1,3 Gew.-% H2O (ermittelt per DTA-TGA) sowie zusätzliche Fremdbeimengungen von 1,7 Gew.-% P2O5, je 0,2 Gew.-% FeO und Fluor (F) sowie je 0,1 Gew.-% MgO und Chlor (Cl).
Bei einer chemisch ähnlichen Probe aus der Harstigen Mine bei Pajsberg in der schwedischen Grubengemeinde Persberg (Värmlands län) wurden anhand von fünf Elektronenstrahlmikroanalysen Durchschnittswerte von 43,49 Gew.-% CaO, 51,71 Gew.-% As2O5 und [1,35] Gew.-% H2O sowie zusätzlich 0,46 Gew.-% P2O5, 1,13 Gew.-% PbO und je 0,18 Gew.-% SiO2 und Cl ermittelt.

## Kristallstruktur
Johnbaumit kristallisiert in der hexagonalen Raumgruppe P63/m (Raumgruppen-Nr. 176) mit den Gitterparametern a = 9,7242(2) Å und c = 6,9657(9) Å sowie zwei Formeleinheiten pro Elementarzelle.
| Kristallstruktur von Johnbaumit |
| --- |
| - mit Blickrichtung parallel zur a-Achse - mit Blickrichtung parallel zur b-Achse - mit Blickrichtung parallel zur c-Achse - in der kristallographischen Standardausrichtung - Ausschnitt der Kristallstruktur als Polyeder-Modell parallel zur c-Achse |
| Farblegende: 0 _ Ca 0 _ As 0 _ O |

## Eigenschaften
Unter kurzwelligem UV-Licht zeigen manche Johnbaumite eine rosa-orange Fluoreszenz. Auch unter Einfluss von Elektronenquellen leuchtet Johnbaumit auf und zeigt eine blassrosa Kathodolumineszenz.

## Bildung und Fundorte
Johnbaumit bildet sich als Teil einer metamorph gebildeten Skarn-Ansammlung in schichtförmigen Zink-Erzkörpern. Als Begleitminerale können neben Yeatmanit unter anderem noch Andradit, Calcit, Diopsid, Franklinit, Karyopilit, gediegen Kupfer, Roméit und Tilasit auftreten.
Als seltene Mineralbildung konnte Johnbaumit nur an wenigen Orten nachgewiesen werden, wobei bisher knapp 15 Fundstätten dokumentiert sind (Stand 2022). Außer an seiner Typlokalität, der Franklin Mine, sowie im dazugehörigen Tagebau „Buckwheat“ (engl. Buckwheat Pit, auch Southwest Opening oder Buckwheat Mine) fand sich das Mineral im Sussex County von New Jersey nur noch in der Sterling Mine am Sterling Hill nahe Ogdensburg. Weitere Fundorte in den Vereinigten Staaten sind bisher nicht bekannt.
Der bisher einzige bekannte Fundort in Deutschland ist die Schwer- und Flussspat-Grube Clara bei Oberwolfach in Baden-Württemberg.
In Schweden trat Johnbaumit außer in der bereits erwähnten Harstigen Mine bei Pajsberg noch in der gleichnamige Mine der Grubengemeinde Långban, den Jakobsberg- und Kittel-Gruvan nahe Nordmark (Gemeinde Filipstad) in der Provinz Värmlands län sowie in der manganreichen Hämatit-Lagerstätte „Fredriksgruvan 1“ und „Unga Assersorskan“ in der Gemeinde Norberg in der Provinz Västmanlands län auf. 
Weitere bisher bekannte Fundorte sind die Blei-Zink-Mine „Shijiangshan“ (auch Dashishan Mine) im Hexigten-Banner (Chifeng, Ulanhad) in der chinesisch-autonomen Region Innere Mongolei, die Kalkstein- und Marmor-Grube „Fuka“ nahe Bitchū auf der zur japanischen Präfektur Okayama gehörenden Insel Honshū, die Mangan-Eisen-Lagerstätte „Răzoare“ bei Târgu Lăpuș im rumänischen Kreis Maramureș und die Bor-Lagerstätte „Solongo“ auf dem Vitim-Plateau in der zum russischen Föderationskreis Ferner Osten gehörenden autonomen Republik Burjatien.